# Valea Popii (okręg Vaslui)
Valea Popii – wieś w Rumunii, w okręgu Vaslui, w gminie Todirești. W 2011 roku liczyła 127 mieszkańców.